# Danh sách cầu thủ tham dự giải vô địch bóng đá U-17 châu Âu 2008
Dưới đây là danh sách các đội hình tham gia Giải vô địch bóng đá U-17 châu Âu 2008 ở Thổ Nhĩ Kỳ. Cầu thủ được đánh dấu in đậm từng thi đấu cho đội tuyển quốc gia.
Tuổi của cầu thủ được tính đến ngày khởi tranh giải đấu (4 tháng 5 năm 2008).

## Bảng A

### Hà Lan
Huấn luyện viên: Albert Stuivenberg

| Số | VT | Cầu thủ             | Ngày sinh (tuổi)             | Trận | Bàn | Câu lạc bộ |
| -- | -- | ------------------- | ---------------------------- | ---- | --- | ---------- |
| 1  | TM | Jeroen Zoet         | 6 tháng 1 năm 1991 (age 17)  |      |     | PSV        |
| 2  | HV | Tim Eekman          | 5 tháng 8 năm 1991 (age 16)  |      |     | Feyenoord  |
| 3  | HV | Imad Najah          | 19 tháng 2 năm 1991 (age 17) |      |     | PSV        |
| 4  | HV | Ricardo van Rhijn   | 13 tháng 6 năm 1991 (age 16) |      |     | Ajax       |
| 5  | HV | Lorenzo Burnet      | 25 tháng 5 năm 1991 (age 16) |      |     | Ajax       |
| 6  | TV | Rick van Haaren     | 21 tháng 6 năm 1991 (age 16) |      |     | Feyenoord  |
| 7  | TĐ | Rajiv van La Parra  | 4 tháng 6 năm 1991 (age 16)  |      |     | Feyenoord  |
| 8  | TV | Jordy Clasie        | 27 tháng 6 năm 1991 (age 16) |      |     | Feyenoord  |
| 9  | TĐ | Geoffrey Castillion | 25 tháng 5 năm 1991 (age 17) |      |     | Ajax       |
| 10 | TV | Rodney Sneijder     | 31 tháng 3 năm 1991 (age 17) |      |     | Ajax       |
| 11 | TĐ | Jerson Cabral       | 3 tháng 1 năm 1991 (age 17)  |      |     | Feyenoord  |
| 12 | HV | Rolieny Bonevacia   | 8 tháng 10 năm 1991 (age 16) |      |     | Ajax       |
| 13 | HV | Dico Koppers        | 31 tháng 1 năm 1992 (age 15) |      |     | Ajax       |
| 14 | TV | Youness Mokhtar     | 29 tháng 8 năm 1991 (age 16) |      |     | PSV        |
| 15 | TV | Lorenzo Ebecilio    | 24 tháng 9 năm 1991 (age 16) |      |     | Ajax       |
| 16 | TM | Fons Mulder         | 5 tháng 4 năm 1991 (age 17)  |      |     | Utrecht    |
| 17 | HV | Jeffrey Gouweleeuw  | 10 tháng 7 năm 1991 (age 16) |      |     | Heerenveen |
| 18 | TV | Oğuzhan Özyakup     | 23 tháng 9 năm 1992 (age 15) |      |     | Arsenal    |

### Serbia
Huấn luyện viên: Dejan Đurđević

| Số | VT | Cầu thủ              | Ngày sinh (tuổi)              | Trận | Bàn | Câu lạc bộ          |
| -- | -- | -------------------- | ----------------------------- | ---- | --- | ------------------- |
| 1  | TM | Vilson Caković       | 22 tháng 2 năm 1991 (age 17)  |      |     | FK Balkan Mirijevo  |
| 2  | HV | Zlatko Liščević      | 24 tháng 12 năm 1991 (age 16) |      |     | Red Star Belgrade   |
| 3  | HV | Milan Rodić          | 4 tháng 5 năm 1991 (age 17)   |      |     | OFK Beograd         |
| 4  | TV | Nebojša Gavrilović   | 14 tháng 2 năm 1991 (age 17)  |      |     | Partizan            |
| 5  | HV | Milan Milanović      | 1 tháng 8 năm 1991 (age 16)   |      |     | Lokomotiv Moscow    |
| 6  | TV | Goran Brkić          | 23 tháng 3 năm 1991 (age 17)  |      |     | OFK Beograd         |
| 7  | HV | Aleksandar Ignjovski | 27 tháng 1 năm 1991 (age 16)  |      |     | OFK Beograd         |
| 8  | TV | Predrag Stevanović   | 4 tháng 7 năm 1991 (age 16)   |      |     | Schalke 04          |
| 9  | TV | Vuk Mitošević        | 12 tháng 2 năm 1991 (age 17)  |      |     | Vojvodina           |
| 10 | TĐ | Adem Ljajić          | 13 tháng 9 năm 1991 (age 16)  |      |     | Partizan            |
| 11 | TĐ | Danijel Aleksić      | 30 tháng 4 năm 1991 (age 17)  |      |     | Vojvodina           |
| 12 | TM | Marko Nikolić        | 2 tháng 1 năm 1991 (age 17)   |      |     | Partizan            |
| 13 | TĐ | Marko Obradović      | 11 tháng 4 năm 1992 (age 16)  |      |     | Zemun               |
| 14 | TV | Luka Milivojević     | 7 tháng 4 năm 1991 (age 17)   |      |     | Radnički Kragujevac |
| 15 | TV | Nemanja Gudelj       | 16 tháng 11 năm 1991 (age 16) |      |     | NAC Breda           |
| 16 | HV | Stevan Smederevac    | 21 tháng 1 năm 1991 (age 17)  |      |     | OFK Beograd         |
| 17 | HV | Nenad Stjepić        | 27 tháng 9 năm 1991 (age 16)  |      |     | OFK Beograd         |
| 18 | TĐ | Marko Rajić          | 4 tháng 8 năm 1991 (age 16)   |      |     | Zemun               |

### Scotland
Huấn luyện viên: Ross Mathie

| Số | VT | Cầu thủ         | Ngày sinh (tuổi)              | Trận | Bàn | Câu lạc bộ      |
| -- | -- | --------------- | ----------------------------- | ---- | --- | --------------- |
| 1  | TM | Grant Adam      | 16 tháng 4 năm 1991 (age 17)  |      |     | Rangers         |
| 2  | HV | Stephen Forbes  | 21 tháng 2 năm 1991 (age 17)  |      |     | Rangers         |
| 3  | HV | Michael Deland  |                               |      |     | Hearts          |
| 4  | HV | Scott Durie     | 11 tháng 11 năm 1991 (age 16) |      |     | Rangers         |
| 5  | HV | Liam Cooper     | 3 tháng 8 năm 1991 (age 16)   |      |     | Hull City       |
| 6  | TV | Jamie Ness      | 2 tháng 3 năm 1991 (age 17)   |      |     | Rangers         |
| 7  | TV | Paul Slane      | 25 tháng 11 năm 1991 (age 16) |      |     | Motherwell      |
| 8  | TV | Gordon Smith    | 14 tháng 1 năm 1991 (age 17)  |      |     | Livingston      |
| 9  | TĐ | Archie Campbell | 10 tháng 1 năm 1991 (age 17)  |      |     | Rangers         |
| 10 | TV | John Fleck      | 24 tháng 8 năm 1991 (age 16)  |      |     | Rangers         |
| 11 | TĐ | Robert McHugh   | 16 tháng 7 năm 1991 (age 16)  |      |     | Motherwell      |
| 12 | TM | James Wood      |                               |      |     | Manchester City |
| 13 | TV | Danny Thomson   | 24 tháng 2 năm 1991 (age 16)  |      |     | Hearts          |
| 14 | TV | Alex Cooper     | 8 tháng 5 năm 1991 (age 16)   |      |     | Liverpool       |
| 15 | TĐ | Scott Robinson  | 12 tháng 3 năm 1992 (age 16)  |      |     | Hearts          |
| 16 | TĐ | James Keatings  | 20 tháng 1 năm 1992 (age 16)  |      |     | Celtic          |
| 17 | HV | David McAuliffe | 20 tháng 6 năm 1991 (age 16)  |      |     | Motherwell      |
| 18 | TV | Peter Innes     | 26 tháng 4 năm 1991 (age 17)  |      |     | Motherwell      |

### Thổ Nhĩ Kỳ
Huấn luyện viên: Şenol Ustaömer

| Số | VT | Cầu thủ            | Ngày sinh (tuổi)              | Trận | Bàn | Câu lạc bộ             |
| -- | -- | ------------------ | ----------------------------- | ---- | --- | ---------------------- |
| 1  | TM | Metin Uçar         | 7 tháng 4 năm 1991 (age 17)   |      |     | Gençlerbirliği         |
| 2  | HV | Erhan Karayer      | 3 tháng 8 năm 1991 (age 16)   |      |     | Çanakkale Dardanelspor |
| 3  | HV | Özgür Çek          | 3 tháng 1 năm 1991 (age 17)   |      |     | Fenerbahçe             |
| 4  | HV | Sertaç Eren        | 20 tháng 12 năm 1991 (age 16) |      |     | Fenerbahçe             |
| 5  | HV | Emrah Yollu        | 3 tháng 11 năm 1991 (age 16)  |      |     | Galatasaray            |
| 6  | TV | Abdülkadir Kayalı  | 30 tháng 1 năm 1991 (age 17)  |      |     | Ankaragücü             |
| 7  | TV | Öztürk Karataş     | 15 tháng 2 năm 1991 (age 17)  |      |     | Karlsruher SC          |
| 8  | TV | Soner Aydoğdu      | 5 tháng 1 năm 1991 (age 17)   |      |     | Gençlerbirliği         |
| 9  | TĐ | Batuhan Karadeniz  | 24 tháng 4 năm 1991 (age 17)  |      |     | Beşiktaş               |
| 10 | TV | Gökhan Töre        | 20 tháng 1 năm 1992 (age 16)  |      |     | Bayer Leverkusen       |
| 11 | TV | Eren Albayrak      | 23 tháng 4 năm 1991 (age 17)  |      |     | Bursaspor              |
| 12 | TM | Umutcan Yüksel     | 1 tháng 1 năm 1992 (age 16)   |      |     | Ankaragücü             |
| 13 | HV | Volkan Dikmen      | 14 tháng 11 năm 1991 (age 16) |      |     | Hertha BSC             |
| 14 | HV | Berk Neziroğluları | 3 tháng 1 năm 1991 (age 17)   |      |     | Galatasaray            |
| 15 | TV | Sefer Sever        | 1 tháng 1 năm 1991 (age 17)   |      |     | Fenerbahçe             |
| 16 | HV | Barış Yardımcı     | 14 tháng 8 năm 1992 (age 15)  |      |     | Fenerbahçe             |
| 17 | TĐ | Muhammet Demir     | 10 tháng 1 năm 1992 (age 16)  |      |     | Bursaspor              |
| 18 | TV | Emre Çolak         | 20 tháng 5 năm 1991 (age 16)  |      |     | Galatasaray            |

## Bảng B

### Pháp
Huấn luyện viên: Francis Smerecki

| Số | VT | Cầu thủ                | Ngày sinh (tuổi)              | Trận | Bàn | Câu lạc bộ |
| -- | -- | ---------------------- | ----------------------------- | ---- | --- | ---------- |
| 1  | TM | Jeffrey Baltus         | 20 tháng 12 năm 1991 (age 16) |      |     | Auxerre    |
| 2  | HV | Joël Adegoroye         | 15 tháng 5 năm 1991 (age 16)  |      |     | Rennes     |
| 3  | TV | André Auras            | 22 tháng 4 năm 1991 (age 17)  |      |     | Auxerre    |
| 4  | HV | William Rémy           | 4 tháng 4 năm 1991 (age 17)   |      |     | Lens       |
| 5  | HV | Sébastien Faure        | 3 tháng 1 năm 1991 (age 17)   |      |     | Lyon       |
| 6  | TV | Loïc Damour            | 8 tháng 1 năm 1991 (age 17)   |      |     | Strasbourg |
| 7  | TĐ | Gaël Kakuta            | 21 tháng 6 năm 1991 (age 16)  |      |     | Chelsea    |
| 8  | TV | Gueïda Fofana          | 16 tháng 5 năm 1991 (age 16)  |      |     | Le Havre   |
| 9  | TV | Enzo Reale             | 7 tháng 10 năm 1991 (age 16)  |      |     | Lyon       |
| 10 | TĐ | Gilles Sunu            | 31 tháng 3 năm 1991 (age 17)  |      |     | Arsenal    |
| 11 | TĐ | Yannis Salibur         | 24 tháng 1 năm 1991 (age 17)  |      |     | Lille      |
| 12 | TĐ | Alexandre Lacazette    | 28 tháng 5 năm 1991 (age 16)  |      |     | Lyon       |
| 13 | HV | Loïc Nego              | 15 tháng 1 năm 1991 (age 17)  |      |     | Nantes     |
| 14 | HV | Timothée Kolodziejczak | 1 tháng 10 năm 1991 (age 16)  |      |     | Lens       |
| 15 | HV | Willy Boly             | 3 tháng 2 năm 1991 (age 17)   |      |     | Auxerre    |
| 16 | TM | Anthony Mfa Mezui      | 7 tháng 3 năm 1991 (age 17)   |      |     | Metz       |
| 17 | TĐ | Clément Grenier        | 7 tháng 1 năm 1991 (age 17)   |      |     | Lyon       |
| 18 | TĐ | Yannis Tafer           | 11 tháng 2 năm 1991 (age 17)  |      |     | Lyon       |

### Cộng hòa Ireland
Huấn luyện viên: Sean McCaffrey

| Số | VT | Cầu thủ           | Ngày sinh (tuổi)              | Trận | Bàn | Câu lạc bộ              |
| -- | -- | ----------------- | ----------------------------- | ---- | --- | ----------------------- |
| 1  | TM | Gerard Hanley     | 4 tháng 4 năm 1991 (age 17)   |      |     | Galway United           |
| 2  | HV | Pádraic Ormsby    | 8 tháng 1 năm 1991 (age 17)   |      |     | Crumlin United          |
| 3  | HV | Gavin Gunning     | 26 tháng 1 năm 1991 (age 17)  |      |     | Blackburn Rovers        |
| 4  | HV | John Dunleavy     | 3 tháng 7 năm 1991 (age 16)   |      |     | Wolverhampton Wanderers |
| 5  | HV | Mark Connolly     | 16 tháng 12 năm 1991 (age 16) |      |     | Wolverhampton Wanderers |
| 6  | TĐ | Gearóid Morrissey | 17 tháng 11 năm 1991 (age 16) |      |     | Ringmahon Rangers       |
| 7  | TV | Aaron Doran       | 13 tháng 5 năm 1991 (age 16)  |      |     | Blackburn Rovers        |
| 8  | TV | Conor Clifford    | 1 tháng 10 năm 1991 (age 16)  |      |     | Chelsea                 |
| 9  | TV | Greg Cunningham   | 31 tháng 1 năm 1991 (age 17)  |      |     | Manchester City         |
| 10 | TV | Conor Hourihane   | 2 tháng 2 năm 1991 (age 17)   |      |     | Sunderland              |
| 11 | TĐ | Paul Murphy       | 19 tháng 3 năm 1991 (age 17)  |      |     | Ipswich Town            |
| 12 | TĐ | Robbie Brady      | 14 tháng 1 năm 1992 (age 16)  |      |     | Manchester United       |
| 13 | TĐ | Darragh Satelle   | 22 tháng 2 năm 1991 (age 17)  |      |     | Hull City               |
| 14 | HV | Daniel Joyce      | 5 tháng 6 năm 1992 (age 15)   |      |     | Belvedere               |
| 15 | TV | John Sullivan     | 6 tháng 1 năm 1991 (age 17)   |      |     | Crumlin United          |
| 16 | TM | Gavin Carlin      | 18 tháng 3 năm 1991 (age 17)  |      |     | West Bromwich Albion    |
| 17 | HV | Richie Towell     | 17 tháng 7 năm 1991 (age 16)  |      |     | Celtic                  |
| 18 | HV | Shaun Timmins     | 13 tháng 3 năm 1991 (age 17)  |      |     | Birmingham City         |

### Tây Ban Nha
Huấn luyện viên: Juan Santisteban

| Số | VT | Cầu thủ        | Ngày sinh (tuổi)              | Trận | Bàn | Câu lạc bộ       |
| -- | -- | -------------- | ----------------------------- | ---- | --- | ---------------- |
| 1  | TM | Angel Díez     | 9 tháng 1 năm 1991 (age 17)   |      |     | Racing Santander |
| 2  | HV | Martín Montoya | 14 tháng 4 năm 1991 (age 17)  |      |     | Barcelona        |
| 3  | HV | Ángel Martínez | 17 tháng 5 năm 1991 (age 16)  |      |     | Espanyol         |
| 4  | HV | Jon Gaztañaga  | 28 tháng 6 năm 1991 (age 16)  |      |     | Real Sociedad    |
| 5  | TV | Oriol Romeu    | 24 tháng 9 năm 1991 (age 16)  |      |     | Barcelona        |
| 6  | TV | Álvaro López   | 27 tháng 6 năm 1991 (age 16)  |      |     | Real Madrid      |
| 7  | TV | Keko           | 27 tháng 12 năm 1991 (age 16) |      |     | Atlético Madrid  |
| 8  | TĐ | Thiago         | 11 tháng 4 năm 1991 (age 17)  |      |     | Barcelona        |
| 9  | TĐ | Rubén Rochina  | 23 tháng 3 năm 1991 (age 17)  |      |     | Barcelona        |
| 10 | TV | Sergio Canales | 16 tháng 2 năm 1991 (age 17)  |      |     | Racing Santander |
| 11 | TĐ | Manu Gavilán   | 12 tháng 7 năm 1991 (age 16)  |      |     | Real Betis       |
| 12 | HV | Jorge Pulido   | 8 tháng 4 năm 1991 (age 17)   |      |     | Atlético Madrid  |
| 13 | TM | Álex Sánchez   | 3 tháng 2 năm 1991 (age 17)   |      |     | Barcelona        |
| 14 | TĐ | Gerardo Bruna  | 29 tháng 1 năm 1991 (age 17)  |      |     | Liverpool        |
| 15 | HV | Carles Planas  | 4 tháng 3 năm 1991 (age 17)   |      |     | Barcelona        |
| 16 | TĐ | Sergi          | 20 tháng 1 năm 1991 (age 17)  |      |     | Valencia         |
| 17 | TV | Óscar Sielva   | 6 tháng 8 năm 1991 (age 16)   |      |     | Espanyol         |
| 18 | TV | Adrià Carmona  | 8 tháng 2 năm 1992 (age 16)   |      |     | Barcelona        |

### Thụy Sĩ
Huấn luyện viên: Yves Débonnaire

| Số | VT | Cầu thủ            | Ngày sinh (tuổi)            | Trận | Bàn | Câu lạc bộ     |
| -- | -- | ------------------ | --------------------------- | ---- | --- | -------------- |
| 1  | TM | René Borković      | 21 tháng 4, 1991 (17 tuổi)  |      |     | Zürich         |
| 2  | HV | Bigambo Rochat     | 29 tháng 5, 1991 (16 tuổi)  |      |     | Lausanne-Sport |
| 3  | HV | Fabio Daprelà      | 19 tháng 2, 1991 (17 tuổi)  |      |     | Grasshopper    |
| 4  | HV | Philippe Koch      | 8 tháng 2, 1991 (17 tuổi)   |      |     | Zürich         |
| 5  | HV | Michael Lang       | 8 tháng 2, 1991 (17 tuổi)   |      |     | St. Gallen     |
| 6  | TV | Steven Ukoh        | 19 tháng 6, 1991 (16 tuổi)  |      |     | Young Boys     |
| 7  | TV | David Frey         | 8 tháng 2, 1991 (17 tuổi)   |      |     | Thun           |
| 8  | TV | Taulant Xhaka      | 28 tháng 3, 1991 (17 tuổi)  |      |     | Basel          |
| 9  | TĐ | Nassim Ben Khalifa | 13 tháng 1, 1992 (16 tuổi)  |      |     | Lausanne-Sport |
| 10 | TĐ | Admir Mehmedi      | 16 tháng 3, 1991 (17 tuổi)  |      |     | Zürich         |
| 11 | TV | Alexandre Pasche   | 31 tháng 5, 1991 (16 tuổi)  |      |     | Lausanne-Sport |
| 12 | TM | Hrvoje Bukovski    | 5 tháng 11, 1991 (16 tuổi)  |      |     | SC Freiburg    |
| 13 | HV | Patrick Dürig      | 28 tháng 1, 1991 (17 tuổi)  |      |     | Young Boys     |
| 14 | HV | Fisnik Sabedini    | 4 tháng 11, 1991 (16 tuổi)  |      |     | Zürich         |
| 15 | TV | Xherdan Shaqiri    | 10 tháng 10, 1991 (16 tuổi) |      |     | Basel          |
| 16 | TV | Stefano Milani     | 13 tháng 1, 1991 (17 tuổi)  |      |     | Lugano         |
| 17 | TĐ | Dino Rebronja      | 12 tháng 6, 1991 (16 tuổi)  |      |     | Young Boys     |
| 18 | TĐ | Sven Lehmann       | 18 tháng 12, 1991 (16 tuổi) |      |     | St. Gallen     |